# Ґолково (Куявсько-Поморське воєводство)
Ґолково (пол. Gołkowo, нім. Roggenboden) — село в Польщі, у гміні Ґужно Бродницького повіту Куявсько-Поморського воєводства.
Населення — 335 осіб (2011).
У 1975-1998 роках село належало до Торунського воєводства.

## Демографія
Демографічна структура станом на 31 березня 2011 року:
|          | Загалом | Допрацездатний вік | Працездатний вік | Постпрацездатний вік |
| -------- | ------- | ------------------ | ---------------- | -------------------- |
| Чоловіки | 172     | 53                 | 108              | 11                   |
| Жінки    | 163     | 35                 | 93               | 35                   |
| Разом    | 335     | 88                 | 201              | 46                   |